# John Harrison (réalisateur)
Pour les articles homonymes, voir John Harrison et Harrison.
John Harrison, né en 1948 à Pittsburgh en Pennsylvanie, est un réalisateur américain composant parfois la musique de ses films.

## Filmographie

### Cinéma
- 1979 : Effects (en)
- 1990 : Darkside, les contes de la nuit noire (Tales from the Darkside: The Movie)

### Télévision
- 1995 : Donneur inconnu (Donor Unknown)
- 1996 : The Assassination File
- 2000 : Dune (mini-série)
- 2005 : Supernova (téléfilm)

## Discographie
- 1983 : Creepshow de George A. Romero
- 1986 : Le Jour des morts-vivants (Day of the Dead) de George A. Romero
- 1990 : Darkside : Les Contes de la nuit noire (Tales from the dark Side, the Movie)
- 2007 : Effects (B.O. du film de 1979)

## Œuvres littéraires

### Romans
- (en) Passing Through Veils, 2023
- (en) Residue: Paramentals Rising, 2025

## Récompense
- Grand prix au Festival international du film fantastique d'Avoriaz 1991 pour Darkside, les contes de la nuit noire